# Референдумы в Лихтенштейне (1961)
Референдумы в Лихтенштейне проходили 12 марта, 8 августа и 8 декабря 1961 года. В марте прошёл референдум по новому Налоговому кодексу. Предложение было одобрено 66,7% голосов избирателей. В августе проводился референдум по закону о землеустройстве, который был одобрен 60,9%. Третий конституционный референдум проходил в декабре и касался закона об охоте. Он был одобрен 51% голосов избирателей.

## Контекст
Мартовский референдум касается изменения в распределении налогов между муниципалитетами. Это был факультативный референдум парламентского происхождения: 30 января 1961 года Ландтаг принял решение подать законопроект на голосование в контексте Статьи № 66 Конституции.
Августовский референдум проходил по народной инициативе, предлагавшей поправку к закону о землеустройстве. В статье № 10 Закона о землях Лихтенштейна от 1945 года предусматривалось, что владельцы, которые не участвуют в голосовании по вопросу о слиянии земель, считаются "голосами за". Инициатива предлагала, с одной стороны, чтобы владельцы, которые не присутствуют во время голосования, не учитывались при подсчете голосов, а с другой стороны, чтобы они могли быть представлены в своё отсутствие. Прогрессивная гражданская партия и Национальное крестьянское объединение выступали против этого предложения.
Последний, декабрьский, конституционный референдум проходил также по народной инициативе, предлагавшей поправку к статье № 22 Конституции об охотничьих правах. К 18 мая 1961 года эта законодательная инициатива преодолела необходимый рубеж в 600 подписей. Поправка требовала, чтобы разрешение на охоту в муниципалитете предоставлялось предпочтительно жителям муниципалитета. Однако, Конституционный суд объявил эту инициативу неконституционной как дискриминационную между гражданами. Новая народная конституционная инициатива предлагала внести поправку в статью № 22 Конституции, связывающую права на охоту с местом проживания. Новая инициатива достигла установленного порога в 900 зарегистрированных подписей и была направлена в Ландтаг 5 октября 1961 года в соответствии со статьей № 64.2 Конституции. Парламент отклонил её, что привело к необходимости референдум. Это стало первое голосование после увеличения количества необходимых подписей для конституционных изменений до 900 подписей. Кроме этого, референдум стал первым, на положительное решение которого было наложено вето принца Лихтенштейна.

## Результаты

### Налоговый кодекс
| Выбор                               | Голоса | %    |
| ----------------------------------- | ------ | ---- |
| За                                  | 1 952  | 66,7 |
| Против                              | 975    | 33,3 |
| Недействительных/пустых бюллетеней  | 120    | –    |
| Всего                               | 3 047  | 100  |
| Зарегистрированных избирателей/Явка | 3 595  | 84,8 |
| Источник: Démocratie Directe        |        |      |

### Закон о землеустройстве
| Выбор                               | Голоса | %    |
| ----------------------------------- | ------ | ---- |
| За                                  | 1 548  | 60,9 |
| Против                              | 993    | 39,1 |
| Недействительных/пустых бюллетеней  | 159    | –    |
| Всего                               | 2 700  | 100  |
| Зарегистрированных избирателей/Явка | 3 621  | 74,6 |
| Источник: Démocratie Directe        |        |      |

### Закон об охоте
| Выбор                               | Голоса | %    |
| ----------------------------------- | ------ | ---- |
| За                                  | 1 416  | 51,0 |
| Против                              | 1 359  | 49,0 |
| Недействительных/пустых бюллетеней  | 136    | –    |
| Всего                               | 2 911  | 100  |
| Зарегистрированных избирателей/Явка | 3 619  | 80,4 |
| Источник: Démocratie Directe        |        |      |